# آزادپیما

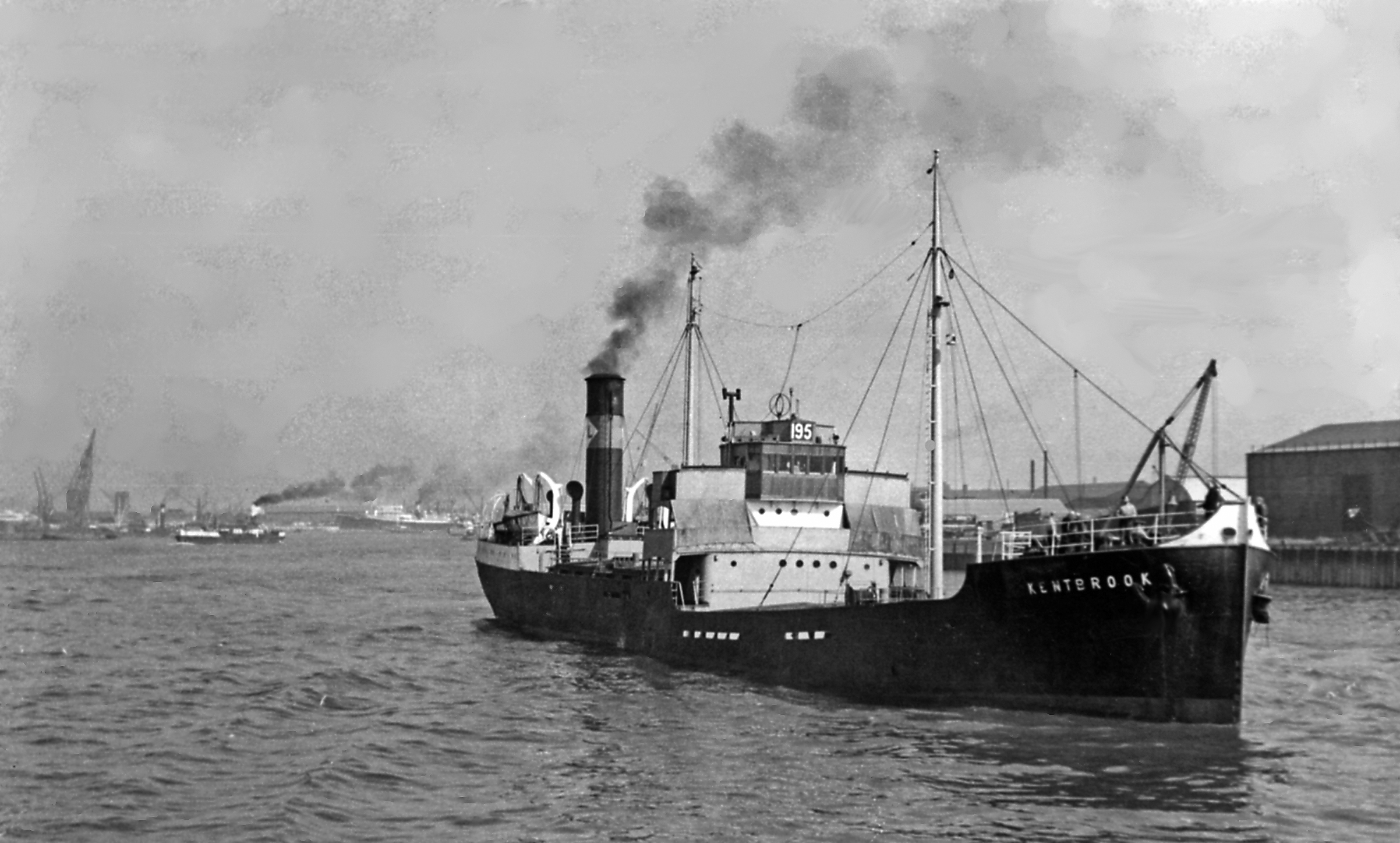
نمایی از یک‌کشتی آزادپیما در لندن - ژوئن ۱۹۵۰

آزادپیما به نوعی از کشتی باربری گفته می‌شود که تابع برنامه منظمی نیست و مسیر منظم و معین ندارد و کالای معینی حمل نمی‌کند، بلکه به هرجا که اقتضا کند سفر خواهد کرد و هر کالایی که به آن پیشنهاد شود حمل می‌کند. 
به کشتی‌های آزادپیما (ترَمپ)، کشتی آزاد و کشتی بی‌برنامه هم گفته می‌شود.
در مقابل به کشتی‌هایی که در مسیر معین و با برنامه منظم رفت‌وآمد می‌کنند خط‌پیما (لاینر) گفته می‌شود.
مالکان کالاهای با کمیت کم اما با ارزش بالا، معمولاً از خدمات کشتیرانی خط‌پیما استفاده می‌کنند. برآورد می‌شود که بیش از نیمی از کل کرایه حمل دریایی جهان، از طریق کشتیرانی خط‌پیما به‌دست می‌آید.
در مقایسه با شرکت‌های کشتیرانی آزادپیما، شرکت‌های خط‌پیما عموماً بزرگ و پیچیده هستند و یک شبکه نمایندگی در تمام بنادری که کشتی‌های خط‌پیما به آن‌ها مراجعه می‌کنند باید ایجاد شود و خدمات مربوط به کشتی و کالا را فراهم کنند. مدیریت اطلاعات و هماهنگی در کشتیرانی خط‌پیما نیز مهمتر از کشتیرانی آزادپیما است. به علت اینکه امروزه کشتیرانی خطپیما بیشتر کانتینری می‌باشد، خدمات لجستیکی و پشتیبانی برای مشتریان، با توجه به مدیریت کانتینر‌ها، مورد نیاز است.